# Владимир Арсениевич
Владимир Арсениевич (на сръбски: Владимир Арсенијевић) е сръбски писател и преводач.

## Биография
Владимир Арсениевич живее и работи като писател в Белград и е един от най-известните представители на младата алтернативна, прогресивна сръбска литературна сцена. От 2000 до 2007 г. ръководи белградското издателство „Ренде“, след което започва работа в загребското издателство „VBZ“ и отговаря за филиала в Белград.
През 1994 г. публикува първия си роман „В трюма“ – първа част от трилогията Cloaca Maxima. За него получава НИН-ова награда. Следват преводи на повече от 20 езика, както и сценична версия на романа, която е хит на сезона 1996 г. и получава най-голямата театрална награда „Йован Стерия Попович“.
Експресивността на неговия изказ и гражданската му позиция го нареждат сред ярки съвременни автори като Ървин Уелш и Дейв Егърс.
От май 1999 до септември 2000 година е в Мексико, където свири в тексаско-британско-сръбската пънк група „Лос Армстрингс“.
Превежда от английски.